# Rust (programozási nyelv)
A Rust egy programozási nyelv. Különlegességét az adja, hogy
1. teljeskörűen a biztonságos programozásra törekszik,
2. ugyanakkor lehetőséget ad „unsafe { ... }” blokkok forráskódban való elhelyezésére, amely itt olyan metódusok használatát is lehetővé teszi, amely túlmutat a fordító biztonsági garanciáin
3. egyúttal könnyen integrálható a meglévő C-ben vagy más nyelven írt szoftverkomponensekkel.

Ezáltal a Rust biztonságos programozást tesz lehetővé, ugyanakkor a hardverközeli programozáshoz elengedhetetlen nem biztonságos megoldásokat szintén támogatja.

## Története
Graydon Hoare kezdte el a nyelv fejlesztését 2006-ban, majd 2009-től a Mozilla is érdekelté vált a nyelv fejlesztésében, amit 2010-ben mutatott be. Mérföldkövek:
- 2012: első alpha kiadás
- 2015: Rust-1.0, ami a „Rust 2015 Edition”
- 2018: Rust-1.31, ami a „Rust 2018 Edition”
- 2021: Rust-1.56, ami a „Rust 2021 Edition”
- 2024: Rust-1.85, ami a „Rust 2024 Edition” – várható kiadás, aktív tervezés alatt[2]

A Rust nyelv dinamikusan fejlődik. A fejlesztés során a fordító új stabil verziója 6 hetente jelenik meg. Az új verziókban gyakran jelentős újdonságok vannak.

## Tulajdonsága
A Rust programozási nyelv alapvetően a C-re és a C++-ra épít, ugyanakkor nem implementál minden C++ -paradigmát és számos más nyelvből is vesz át ötleteket. Statikusan típusos és fordított nyelv.
A hangsúly a típushelyességen, memóriakezelésen, párhuzamosságon és a teljesítményen van. Összetett memória modellt alkalmaz, ami lehetővé teszi a hatékony adatszerkezetek és biztonságos konkurens minták használatát, illetve tiltja az érvénytelen memória hozzáféréseket amik szegmentációs hibákhoz vezethetnek. Rendszerprogramozásra tervezték.
Támogatja a multi-paradigma programozást, procedurális, funkcionális és objektumorientált módon. Néhány tulajdonsága:
- Típuskikövetkeztetés: a típusok megadások a deklarációkban opcionális általában
- Biztonságos task alapú konkurencia kezelés: task-okat alkalmaz a párhuzamosság megvalósításához, a köztük lévő kommunikációt pedig üzenetekkel valósítja meg és nem megosztott memóriával.
- Magasabb rendű függvények. hatékony és flexibilis closure-k biztosítják
- Mintaillesztés és algebrai típusok: minta illesztés a felsorolási típusoknál (hatékonyabban, mint C-ben), az algebrai típusok hasonlóak a funkcionális nyelvekben lévőkhöz
- Polimorfizmus, típusváltozós függvények és típusok, típusosztályok és objektumorientált stílusú interfészek

## Példakód

### Metódus
Alábbi egyszerű példában téglalap struktúrát definiálunk (szélesség, magasság), majd implementálunk rá egy area metódust, amit meghívva visszakapjuk a téglalap területét.
```
struct
 
Rectangle
 
{

    
width
: 
u32
,

    
height
: 
u32
,

}

impl
 
Rectangle
 
{

    
// A new() metódus hívása látja el a konstruktor szerepét.

    
// Nem kötelező new() metódust készíteni.

    
fn
 
new
(
w
: 
u32
,
 
h
: 
u32
)
 
-> 
Self
 
{

       
Self
 
{
 
width
: 
w
,
 
height
: 
h
 
}

    
}

    
fn
 
area
(
&
self
)
 
-> 
u32
 
{

        
self
.
width
 
*
 
self
.
height

    
}

}

fn
 
main
()
 
{

    
let
 
rect1
 
=
 
Rectangle
 
{
 
width
: 
3
,
 
height
: 
2
 
};

    
let
 
rect2
 
=
 
Rectangle
 
{
 
width
: 
4
,
 
height
: 
5
 
};

    
let
 
rect3
 
=
 
Rectangle
::
new
(
10
,
 
20
);
            
// ha van new() metódus

    
println!
(
"Area of rect1: {}"
,
 
rect1
.
area
());

    
println!
(
"Area of rect2: {}"
,
 
rect2
.
area
());

    
println!
(
"Area of rect3: {}"
,
 
rect3
.
area
());

}

```

A Rust-nak nincs nyelvi szinten konstruktora, viszont szokás new() metódust készíteni, amit a rect3-nál látható módon lehet használni. Bővebben: https://www.rust-lang.org/learn

### Iterátor
Az alábbi példakód egy szövegből az ismétlődő szavakat eltávolítja. Ciklus helyett a  Python nyelvhez hasonlóan iterátor és adaptereinek felhasználásával tömörebb, átláthatóbb forráskód készíthető:
```
use
 
std
::
collections
::
HashSet
;

fn
 
remove_dup_words
(
s
: 
&
str
)
 
-> 
String
 
{

    
let
 
mut
 
wordlist
: 
HashSet
<&
str
>
 
=
 
HashSet
::
new
();

    
let
 
v
: 
Vec
<&
str
>
 
=
 
s

        
.
split_whitespace
()

        
.
filter
(
|
w
|
 
wordlist
.
insert
(
w
))

        
.
collect
();

    
v
.
join
(
" "
)

}

fn
 
main
()
 
{

    
let
 
res
 
=
 
remove_dup_words
(
"víz árvíz víz víz ár árvíz"
);

    
println!
(
"{}"
,
 
res
);
 
// víz árvíz ár

}

```

A példában használt HashSet::insert() leírása itt látható.
Az iménti példa itertools csomag felhasználásával is megoldható:
```
use
 
itertools
::
Itertools
;

fn
 
main
()
 
{

    
let
 
s
 
=
 
"víz árvíz víz víz ár árvíz"
;

    
let
 
res
 
=
 
s
.
split_whitespace
().
unique
().
join
(
" "
);

    
println!
(
"{}"
,
 
res
);
 
// víz árvíz ár

}

```

## Cargo
A Cargo a Rust programozási nyelvhez készült igen hatékony csomagkezelő. Segítségével
- létrehozhatunk projektet: cargo new teszt
- fordíthatunk programot: cargo build
- futtathatunk (fordít + futtat): cargo run
- futtathatunk unit tesztet: cargo test
- benchmarkolhatunk: cargo bench
- törölhetjük a fordítási munkamappákat: cargo clean
- Cargo.toml állomány [dependencies] részébe beírhatjuk a fordításkor a crates.io-ról letöltendő csomag nevét akár konkrét verziószámmal együtt, netán saját git repóból letöltendő csomagot, továbbá ebben az állományban sok egyéb dolgot beállíthatunk.

## Kódtisztaság
- Egységes kódkinézet: rustfmt *.rs vagy cargo fmt[5]
- Olyan gyakori hibák feltárása, amelyre van elegánsabb Rust kifejezés: cargo clippy[6]